# Christmas with Scotty McCreery
Christmas with Scotty McCreery è il secondo album in studio (il primo natalizio) del cantante statunitense Scotty McCreery, pubblicato nel 2012.

## Tracce
1. Let It Snow – 2:03 (Sammy Cahn, Jule Styne)
2. First Noel – 3:38 (tradizionale)
3. Jingle Bells – 3:17 (James Pierpont)
4. Holly Jolly Christmas – 2:28 (Johnny Marks)
5. Winter Wonderland – 2:34 (Felix Bernard, Richard B. Smith)
6. Christmas in Heaven – 3:31 (Paul Marino, Jeremy Johnson)
7. Mary, Did You Know? – 3:22 (Buddy Greene, Mark Lowry)
8. Christmas Comin' Round Again – 4:06 (Ashley Gorley, Hillary Lindsey)
9. O Holy Night – 4:45 (Traditional)
10. The Christmas Song – 3:51 (Mel Tormé, Robert Wells)
11. Santa Claus Is Back in Town – 3:35 (Jerry Leiber, Mike Stoller)

## Classifiche
| Classifica (2012) | Posizione raggiunta |
| ----------------- | ------------------- |
| Stati Uniti       | 4                   |